# Georg Burkhardt (Politiker)
Georg Burkhardt (* 5. Juli 1884 in Bad Soden am Taunus; † 5. Oktober 1962 in Hofheim am Taunus) war ein deutscher Lehrer und Abgeordneter des Provinziallandtages der Provinz Hessen-Nassau.

## Leben
Georg Burkhardt war ein Sohn des Metzgermeisters Georg Burkhardt (1850–1916) und dessen Ehefrau Anna Belz (1859–1942).
Nach dem Abitur am Gymnasium Höchst besuchte er die Präparandenschule und das Lehrerseminar in Montabaur. Nach Ablegung der beiden Staatsprüfungen erhielt er eine Anstellung als Lehrer in Bremthal und Rauenthal. Er engagierte sich politisch, wurde Mitglied der SPD und 1920 Mitglied des Nassauischen Kommunallandtags des preußischen Regierungsbezirks Wiesbaden bzw. des Provinziallandtages der Provinz Hessen-Nassau.
In den 1920er Jahren war er Beigeordneter der Gemeinde Rauenthal und Kreistagsabgeordneter im Rheingaukreis.
1932 trat er aus der SPD aus. Im Jahr darauf wurde er nach den Bestimmungen des Gesetzes zur Wiederherstellung des Berufsbeamtentums aus dem Staatsdienst entlassen. Mit diesen Gesetzesregelungen wollte man politisch unerwünschte Personen aus dem Dienst entfernen. Burkhardt lebte bis 1945 mit einem reduzierten „Ruhegehalt“. Im August 1945 wurde er Schulrat im Main-Taunus-Kreis.
1950 trat er in den endgültigen Ruhestand.